# Альдеа-дель-Фресно
Альдеа-дель-Фресно (ісп. Aldea del Fresno) — муніципалітет в Іспанії, у складі автономної спільноти Мадрид. Населення — 2483 особи (2010).
Муніципалітет розташований на відстані близько 43 км на захід від Мадрида.
На території муніципалітету розташовані такі населені пункти: (дані про населення за 2010 рік)
- Альдеа-дель-Фресно: 2067 осіб
- Лос-Корралес: 8 осіб
- Дееса-де-Ернан-Вісенте: 73 особи
- Дееса-де-лас-Ояс: 7 осіб
- Ла-Деесілья: 6 осіб
- Наваюнкоса: 11 осіб
- Ель-Рінкон: 297 осіб
- Ель-Санто: 0 осіб
- Суертес-В'єхас: 0 осіб
- Ель-Чапарраль: 0 осіб
- Естасьйон-де-Альберче: 0 осіб
- Серантес: 0 осіб
- Лос-Канчос: 14 осіб

## Демографія
Динаміка населення (INE ):

## Галерея зображень

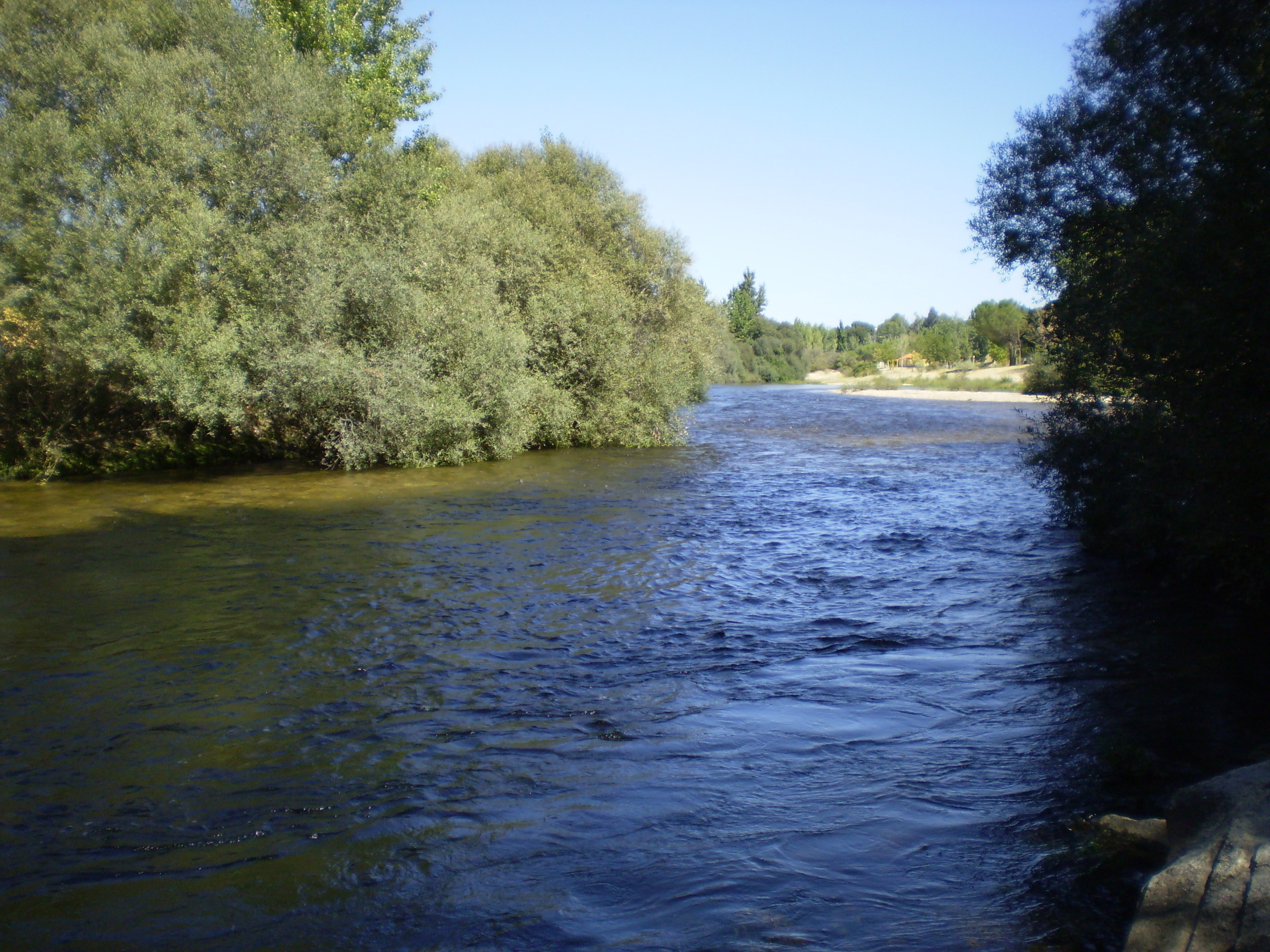
Річка Альберче, що протікає через муніципалітет